# Awanse generalskie oficerów II Rzeczypospolitej Polskiej z 2007
Awanse generalskie oficerów II Rzeczypospolitej Polskiej z 2007 – wykaz oficerów Wojska Polskiego w służbie czynnej, w rezerwie i w stanie spoczynku, ofiary zbrodni katyńskiej, którzy 5 października 2007 roku zostali pośmiertnie awansowani o jeden stopień wojskowy przez prezydenta RP Lecha Kaczyńskiego.
Niżej wymienieni oficerowie od września i października 1939 roku, po agresji ZSRR na Polskę, byli więźniami i jeńcami w niewoli sowieckiej, a następnie wiosną 1940 roku zostali zamordowani przez NKWD w Katyniu, Charkowie i Twerze na mocy decyzji Biura Politycznego KC WKP(b) z 5 marca 1940 roku.
Decyzja o awansie została ogłoszona 9 listopada 2007 roku w trakcie uroczystości „Katyń Pamiętamy – Uczcijmy Pamięć Bohaterów”, zorganizowanej w Warszawie. Fragment przemówienia Lecha Kaczyńskiego wygłoszonego w czasie uroczystości:

Mocą mojej decyzji, w ramach obowiązków przewidzianych przez Konstytucję, mocą decyzji Pana Ministra Obrony Narodowej wszyscy oficerowie i funkcjonariusze zamordowani w Katyniu zostaną awansowani o jeden stopień. Można powiedzieć, że dzisiaj, po przeszło 67 latach ten akt nie ma już znaczenia, ale myślę, że to pomyłka. Ten akt to akt pamięci, akt pamięci w stosunku do naszych bohaterów, w stosunku do ich rodzin i przede wszystkich w stosunku do całego naszego narodu.

## Awanse z 2007
Generałowie i oficerowie, których awanse zostały ogłoszone 9 listopada 2007 roku

generałowie dywizji mianowani na stopień generała broni:
1. Stanisław Haller s. Władysława r. 1872 † Charków
2. Henryk Minkiewicz-Odrowąż s. Kazimierza r. 1880 † Katyń
3. Leonard Skierski s. Henryka r. 1866 † Charków

generałowie brygady mianowani na stopień generała dywizji:
1. Leon Billewicz s. Lucjana r. 1870 † Charków
2. Bronisław Bohaterewicz s. Kazimierza r. 1870 † Katyń
3. Aleksander Kowalewski s. Wiktora r. 1897 † Charków
4. Kazimierz Łukoski s. Ignacego r. 1890 † Charków
5. Konstanty Plisowski-Odrowąż s. Karola r. 1890 † Charków
6. Franciszek Sikorski s. Narcyza r. 1889 † Charków
7. Piotr Skuratowicz s. Jana r. 1892 † Charków
8. Mieczysław Smorawiński s. Jana r. 1893 † Katyń

kontradmirał mianowany na stopień wiceadmirała:
1. Xawery Czernicki s. Edwarda r. 1882 † Katyń

na stopień generała brygady:
1. pułkownik artylerii Włodzimierz Arwaniti s. Jana r. 1890 † Charków
2. pułkownik (?) kawalerii Edward Baranowicz s. Fabiana r. 1885 † Katyń
3. pułkownik lekarz August Biskupski s. Wiktora r. 1878 † Katyń
4. pułkownik lekarz Bolesław Błażejewski s. Hipolita r. 1890 † Katyń
5. pułkownik artylerii Jan Bokszczanin s. Stanisława r.1887 † Charków
6. pułkownik lekarz Roch Brzosko s. Józefa r. 1891 † Charków
7. pułkownik dyplomowany piechoty Kazimierz Burczak s. Antoniego r. 1895 † Charków
8. pułkownik audytor Stanisław Cięciel s. Jana r. 1885 † Katyń
9. pułkownik audytor Jan Zygmunt Dąbrowski s. Jana r. 1890 † Charków
10. podpułkownik dyplomowany piechoty Aleksander Dmytrak s. Sylwestra r. 1893 † Charków
11. pułkownik dyplomowany piechoty Kazimierz Dziurzyński s. Jana r. 1891 † Katyń
12. pułkownik dyplomowany piechoty Mikołaj Freund-Krasicki s. Władysława r. 1888 † Charków
13. pułkownik (?) dyplomowany piechoty Jan Rudolf Gabryś s. Pawła r. 1891 † Charków
14. pułkownik lekarz Jan Garbowski s. Franciszka r. 1888 † Charków
15. pułkownik dyplomowany kawalerii Tadeusz Grabowski s. Władysława r. 1886 † Charków
16. pułkownik piechoty Józef Gigiel-Melechowicz s. Antoniego r. 1890 † Charków
17. pułkownik dyplomowany artylerii Karol Hauke-Bosak s. Zygmunta r. 1888 † Charków
18. pułkownik uzbrojenia Feliks Huskowski s. Wiktora r. 1885 † Charków
19. pułkownik dyplomowany piechoty Lucjan Janiszewski s. Władysława r. 1891 † Charków
20. pułkownik piechoty Jan Janiszowski s. Lucjana r. 1874 † Charków
21. pułkownik lekarz Edward Jarociński s. Franciszka r. 1879 † Katyń
22. pułkownik artylerii Lucjan Jasiński s. Franciszka r. 1893 † Katyń
23. pułkownik uzbrojenia Ludwik Jurkiewicz s. Feliksa r. 1887 † Charków
24. tytularny pułkownik administracji Wacław Juszkiewicz s. Józefa r. 1870 † Charków
25. pułkownik artylerii Feliks Kamiński s. Jana r. 1886 † Charków
26. pułkownik audytor Tadeusz Stefan Kamiński s. Leopolda r. 1889 † Katyń
27. pułkownik piechoty Edward Kańczucki s. Alojzego r. 1882 † Charków
28. pułkownik audytor Adam Kiełbiński s. Jana r. 1886 † Katyń
29. pułkownik lekarz weterynarii Maksymilian Kowalewski s. Tomasza r. 1879 † Charków
30. pułkownik kawalerii Czesław Kozierowski s. Konstantego r. 1890 † Charków
31. pułkownik administracji Stanisław Krawczyk s. Feliksa r. 1890 † Charków
32. pułkownik artylerii Bronisław Kuczewski s. Zygmunta r. 1884 † Charków
33. pułkownik kawalerii Władysław Kulesza s. Hieronima r. 1888 † Katyń
34. pułkownik lekarz Jerzy Lesisz s. Józefa r. 1890 † Charków
35. pułkownik lekarz Adam Maciąg s. Jakuba r. 1879 † Charków
36. pułkownik artylerii Władysław Maluszycki s. Feliksa r. 1873 † Charków
37. pułkownik lekarz Władysław Markiewicz-Dowbor s. Wiktora r. 1883 † Charków
38. pułkownik audytor Bolesław Matzner s. Klemensa r. 1889 † Katyń
39. pułkownik dyplomowany piechoty Władysław Michalski s. Ignacego r. 1892 † Charków
40. pułkownik lekarz Stefan Mozołowski s. Józefa r. 1892 † Charków
41. pułkownik audytor Karol Müller s. Franciszka r. 1885 † Charków
42. pułkownik lekarz Jerzy Nadolski s. Stanisława r. 1886 † Charków
43. pułkownik lekarz Jan Nelken s.Edwarda r. 1878 † Katyń (zob. Irena Nelkenowa)
44. pułkownik dyplomowany piechoty Tomasz Obertyński s. Aleksandra r. 1896 † Charków
45. pułkownik lekarz Stanisław Orlewicz s. Antoniego r. 1887 † Katyń
46. pułkownik kawaleria Józef Pająk s. Józefa r. 1893 † Charków
47. pułkownik (?) Michał Paszkiewicz s. Stanisława r. 1883 † Katyń
48. pułkownik intendent Ludwik Pawlikowski s. Stanisława r. 1896 † Katyń
49. pułkownik piechoty Józef Pecka s. Walentego r. 1895 † Charków
50. pułkownik audytor Tadeusz Petrażycki s. Seweryna r. 1885 † Charków
51. pułkownik lekarz Jan Pióro s. Jana r. 1887 † Charków
52. pułkownik dyplomowany kawalerii Władysław Płonka s. Wojciecha r. 1895 † Charków
53. pułkownik dyplomowany piechoty Franciszek Polniaszek s. Jana r. 1892 † Charków
54. pułkownik dyplomowany artylerii Tadeusz Procner s. Józefa r. 1901 † Charków
55. pułkownik lekarz Stanisław Przychocki s. Jakuba r. 1886 † Charków
56. pułkownik piechoty Marian Raganowicz s. Franciszka r. 1892 † Charków
57. pułkownik lekarz Otton Samójłowicz-Salamonowicz s. Mamerta r. 1885 † Charków
58. pułkownik audytor Edward Saski s. Edwarda r. 1892 † Charków
59. pułkownik artylerii Karol Schrötter[4] s. Leopolda r. 1884 † Charków
60. pułkownik piechoty Bolesław Schwarzenberg-Czerny s. Bolesława r. 1890 † Charków
61. pułkownik (?) farmaceuta Wacław Sokolewicz s. Józefa r. 1887 † Charków
62. pułkownik piechoty Mieczysław Sokół-Szahin s. Jana r. 1889 † Charków
63. pułkownik lekarz Antoni Stefanowski s. Adama r. 1885 † Katyń
64. pułkownik piechoty Franciszek Sudoł s. Sebastiana r. 1892 † Charków
65. pułkownik dyplomowany piechoty Jarosław Szafran s. Tomasza r. 1895 † Charków
66. pułkownik lekarz Antoni Szwojnicki s. Antoniego r. 1891 † Charków
67. pułkownik dyplomowany kawalerii Józef Świerczyński s. Józefa r. 1893 † Charków
68. pułkownik piechoty Alojzy Wir-Konas s. Antoniego r. 1894 † Charków
69. pułkownik dyplomowany piechoty Alfons Wojtkielewicz s. Aleksandra r. 1885 † Charków
70. pułkownik piechoty Władysław Wojtkiewicz s. Michała r. 1883 † Charków
71. pułkownik (?) dyplomowany kawalerii Stefan Zabielski s. Antoniego r. 1887 † Charków
72. pułkownik piechoty Karol Zagórski s. Franciszka r. 1886 † Charków
73. pułkownik piechoty Jan Załuska s. Aleksandra r. 1889 † Katyń
74. pułkownik kawalerii Konrad Zembrzuski s. Aleksandra r. 1890 † Katyń
75. pułkownik kawalerii Kazimierz Żelisławski s. Zygmunta r. 1893 † Katyń

na stopień kontradmirała
1. komandor lekarz Leon Moszczeński s. Ferdynanda r. 1889 † Katyń

duchowieństwo wojskowe mianowane na stopień generała brygady:
1. ks. senior wyznania ewangelicko-augsburskiego Ryszard Paszko vel Paszke s. Adolfa, 1 czerwca 1878 † Twer
2. ks. dziekan Czesław Wojtyniak s. Walentego r. 1891 † Twer

## Późniejsze awanse
29 czerwca 2012 roku Prezydent RP, Bronisław Komorowski mianował pośmiertnie na stopień generała brygady księdza dziekana Kazimierza Suchcickiego s. Mikołaja r. 1888 † Katyń.
inspektor Straży Granicznej mianowany na stopień nadinspektora Straży Granicznej 26 października 2007 przez Ministra Spraw Wewnętrznych i Administracji
1. Stanisław Hetmanek s. Jana r. 1895 † Katyń[6].

Awanse wojskowych figurujących na Ukraińskiej Liście Katyńskiej
2 września 2016 roku Prezydent RP Andrzej Duda, na wniosek Ministra Obrony Narodowej Antoniego Macierewicza, mianował pośmiertnie generała dywizji Władysława Jędrzejewskiego na stopień generała broni.
22 marca 2018 roku Prezydent RP Andrzej Duda, na wniosek ministra obrony narodowej, mianował pośmiertnie pułkownika artylerii Leona Piotra Dębskiego na stopień generała brygady.
19 kwietnia 2022 roku Prezydent RP Andrzej Duda, na wniosek ministra obrony narodowej, mianował pośmiertnie pułkownika kawalerii Rudolfa Langa na stopień generała brygady.